# Medi Broekman
Medi Broekman (12 september 1981) is een Nederlandse actrice. Ze speelde in diverse films, series en voorstellingen, waaronder in  Stellenbosch, Flikken Maastricht en Dikkertje Dap.

## Privéleven
Medi zat van 2001 tot 2002 op de Toneelacademie Maastricht, daarna zat ze van 2002 tot 2006 op de Amsterdamse Toneelschool en Kleinkunst Academie. Hoewel ze afstudeerde aan de acteursopleiding deed Medi al op jeugdige leeftijd haar eerste speelfilmervaring op in Rit over de grens van Rosemarie Blank. Medi is de zus van Manuel Broekman en René van 't Hof is een oom van haar.

## Carrière
In 2001 speelt Medi een grote rol in de Telefilm Uitgesloten, in 2004 speelt Medi een bijrol in de met vier Gouden Kalveren bekroonde speelfilm Simon.
In 2006 studeert Medi af aan de Amsterdamse Toneelschool, waarna ze in verschillende theaterproducties speelt zoals Twee en De dingen.
In 2007 speelt Medi een van de hoofdrollen in de prestigieuze en lovend ontvangen dramaserie Stellenbosch van Michiel van Jaarsveld.
In 2011 won Medi met Muren hebben Oren de Hollandse Nieuwe Toneelschrijfprijs van MC. Het stuk wat ze zelf geschreven heeft met behulp van Oscar van Woensel. Ze wil haar fantasie vormgeven, zo zegt ze  Acteren is vooral handelen en het lichamelijk maken van een personage. Schrijven is vooral de contouren bedenken met je hoofd achter een bureau.

## Filmografie
- Rit over de grens (1992); regie Rosemarie Blanc, Gouden Kalf voor beste regie
- De Opvolger (1996), als Ellen Jaspers
- Russen (2000), als Lucia
- Spangen (2001), als Naomi
- Uitgesloten (2001), als Annemiek
- Zes minuten (2004), als Caro
- Bezet (2004)
- Simon (2004), als Priscilla
- Stellenbosch (2007), als Marie Keppel
- Zeep (2008)
- Daglicht (2008), als Linde; Eindexamenfilm
- Flikken Maastricht (2008), als Madeleine
- Draadstaal (2009)
- Love Hurts (2009), als Wendy
- The Story of John Mule (2010)
- Vanaf hier (2011)
- Levenslied (2011)
- De Vreemdeling (2011), als Anna
- Liefde & Geluk (2013), als Kim
- Dokter Tinus (2013), als Julie Michielsen
- Rechercheur Ria (2014), als Annelou Kramer
- Toscaanse Bruiloft (2014)
- Sjaaks vrouw is dood, dus hij moet iets zeggen (2017. Korte film, scenario)
- Dikkertje Dap (2017), als Suzanne Dap
- Witte Flits (2024), als Petra

### Theater
- Singulariteiten (2004); zelf geschreven
- In ademnood richting de dood (2005)
- Et maintenant (2005)
- Herfstsonate (2005-2006), als Helena Hummelinck Stuurman; (Publieksprijs 2006)
- Ommetje (2006); zelf geschreven
- In de lijn van (2006)
- Twee (2007)
- De dingen (2008)
- Motel Aloof (2008); gemaakt en gespeeld door Medi en Annelot Dits
- Reizigers (2010)